# 若神子城

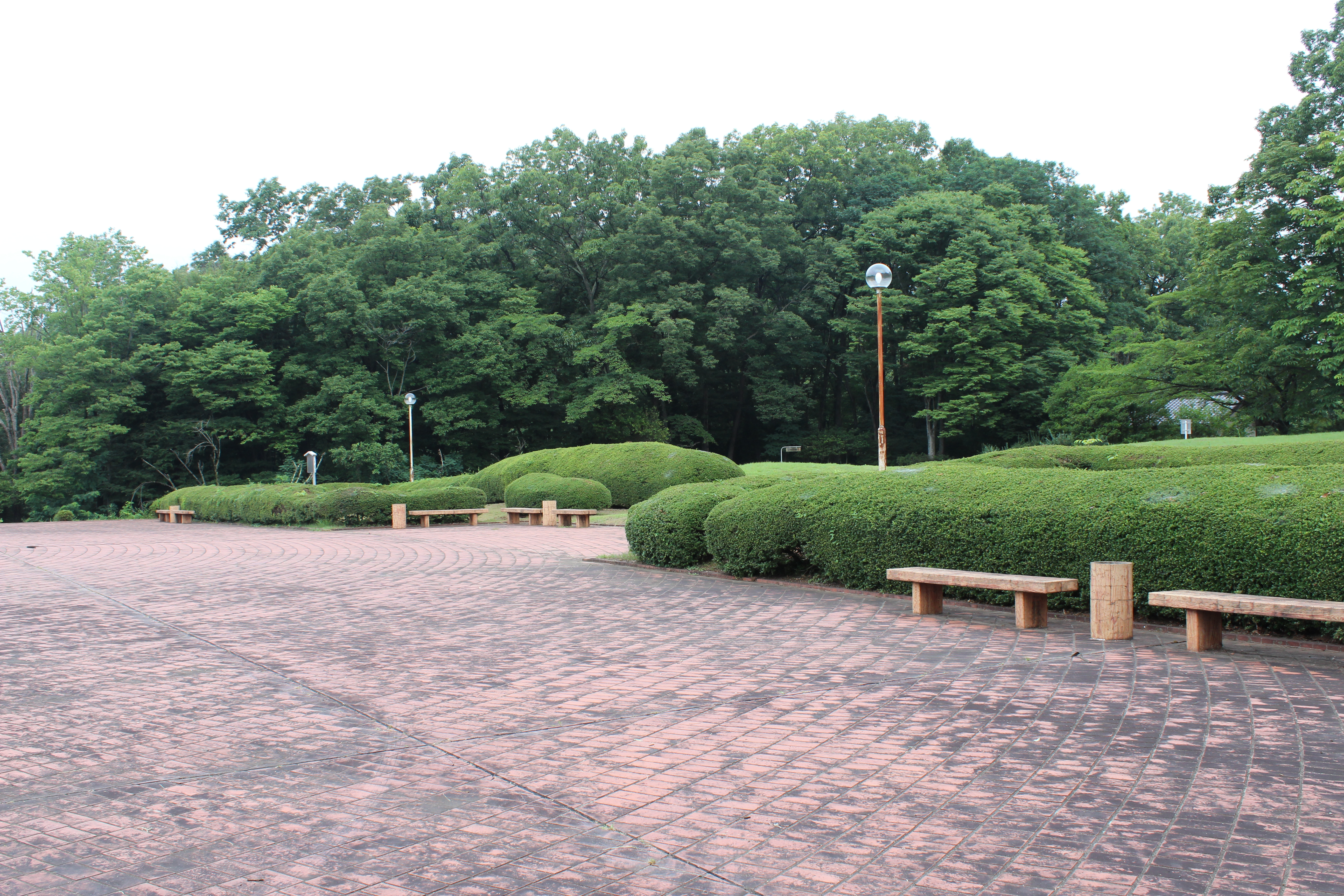
公園広場

若神子城（わかみこじょう）は、山梨県北杜市須玉町若神子にあった日本の城。中世の山城で、現在は城跡が残り（若神子城跡）、北杜市指定史跡となっている。

## 概要
所在する北杜市須玉町は山梨県北西部に位置する。西川・湯川に画された三本の尾根上に立地し、北側から北城・古城・南城の三つの城郭から構成される。
『甲斐国志』では、城主を甲斐源氏の祖にあたる新羅三郎義光とし、義光からその子孫である源義清・清光に伝えられたとしている。
戦国時代には武田氏の信濃侵攻における甲信国境として重要視され、佐久・諏訪口方面からの狼煙の中継点、陣立ての場所として利用されたという。武田氏の滅亡後、武田遺領をめぐる天正10年（1582年）6月の天正壬午の乱では、信濃国から相模国の北条氏直が甲斐へ侵攻し、若神子城に本陣を起き周辺の城砦に布陣した。これに対し、三河国の徳川家康は現在の韮崎市中田町中條に所在する新府城に本陣を起き、七里岩台上の城砦に布陣し、北条勢と対峙した。同年10月には徳川・北条同盟が成立し、氏直は甲斐・都留郡から撤兵した。

## 発掘調査と検出遺構・出土遺物
若神子城のうち北城は小手指坂の南に位置し、規模は東西100メートル南北400メートル。西側・南側に土塁が残されている。古城は西側の尾根上に位置し、規模は東西100メートル、南北200メートル。古城は明治期に若神子で起きた大火の際に土取が行われ、破壊を受けている。南城は台地東側の張り出し部分に築かれ、若神子に所在する東漸寺の旧地であったという。南城も1982年（昭和57年）の土取の際に破壊を受け、このとき茶臼や常滑焼の破片など遺物が出土している。
1982年（昭和57年）には農村公園建設に際して、古城において発掘調査が実施され、薬研堀や掘立柱建物跡が検出されている。1984年（昭和59年）には北城の発掘調査が行われ、柱坑列が検出されたほか内耳土器やかわらけなどが出土したが、時代を特定できる遺構・遺物は見られない。
北城・古城・南城のいずれも北側の防御が手薄であることが指摘される。
地名の遺称として、古城北東の沢が「たつのくち」、南城東側の沢が「新羅くぼ」と呼ばれる。